# Hammer SpVg
Die Hammer SpVg (offiziell: Hammer Spielvereinigung 03/04 e. V.) ist ein Sportverein aus Hamm im östlichen Ruhrgebiet. Der Verein zählt rund 1500 Mitglieder. Die Vereinsfarben sind Weinrot und Weiß. Neben der Hauptsparte Fußball umfasst das Angebot des Vereins Aikidō, Judo, Rollhockey, Fitness und Tanz, Turnen und Gymnastik sowie Wassergymnastik.
Bekannt wurde der Verein durch seine Fußballabteilung. Die erste Mannschaft, deren Spieler auch als Rotblusen bekannt sind, spielt seit dem Abstieg im Jahre 2024 in der siebtklassigen Landesliga Westfalen. In der Saison 1966/67 trat sie in der seinerzeit zweitklassigen Regionalliga West an. Zweimal nahm der Verein am DFB-Pokal teil. Die Spielstätte ist das Betten-Kutz-Stadion.

## Geschichte

### Die Stammvereine
Die Hammer Spielvereinigung 03/04 entstand am 23. August 1922 durch die Fusion des Fußballclub von 1903 und des Hammer Spielverein von 1904. Der Fußball kam Anfang des 20. Jahrhunderts nach Hamm. Antreiber war der aus Antwerpen stammende Jan „Bisko“ Vloobergh, der in der Hammer Drahtindustrie beschäftigt war und höhere Schüler aus dem Hammer Osten auf dem Großen Exerzierplatz trainierte.
Der Hammer FC 03 wurde am 11. April 1903 von Realschülern gegründet. Erster Vorsitzender des Vereins wurde der spätere Regierungsdirektor Kurt Matthaei. Im Juli 1912 trat der Gymnasiale FC Hamm dem Verein bei. Letzterer wurde am 25. Februar 1903 von Schülern des Staatlichen Gymnasiums gegründet und war der erste Fußballclub der Stadt. Im Jahre 1919 fusionierte der Fußballclub mit dem im Jahre 1859 gegründeten Hammer TV 1859 zum TuS 59/03 Hamm. Diese Fusion wurde im Jahre 1922 im Rahmen der Reinlichen Scheidung wieder gelöst. Der Hammer FC 03 wurde im Jahre 1911 westfälischer Vizemeister, nachdem die Mannschaft das Entscheidungsspiel um die Meisterschaft im Bezirk Ravensberg/Lippe gegen den FC Olympia Osnabrück mit 1:3 verlor. Bis zur Fusion zur Spielvereinigung blieb der FC stets im Schatten des Spielvereins.
Der Hammer Spielverein wiederum entstand 1910, als sich die Fußballabteilung des Hammer TV selbständig machte. Der Spielverein wurde von Kaufleuten und Handwerkern dominiert und hatte seinen Rückhalt im Kleinbürgertum. Sportlich war der Spielverein erfolgreicher. 1912 stieg die Mannschaft in die erstklassige Bezirksliga Westfalen auf. Acht Jahre später sicherte sich der HSV die Westfalenmeisterschaft mit sieben Punkten Vorsprung auf Preußen Münster. Damit qualifizierten sich die Hammer für die Westdeutsche Meisterschaft, bei der im Viertelfinale der SV Kurhessen Cassel mit 2:1 nach Verlängerung geschlagen wurde. Im Halbfinale folgte das Aus, als der VfTuR München-Gladbach das Spiel mit 1:0 gewann. Zuvor hatte der Spielverein im Jahre 1914 an der Ostenallee ein Grundstück gepachtet, das er später dank der Förderung durch seine Mitglieder erwerben konnte.

### Fusion bis Zweiter Weltkrieg (1922 bis 1945)
Mit dem Zusammenschluss wurde die Hammer SpVg zum größten Fußballverein Westfalens. In den Jahren nach der Fusion gehörte die Spielvereinigung zu den westfälischen Spitzenmannschaft, blieb dabei jedoch im Schatten der großen Vereine wie Arminia Bielefeld oder VfL Osnabrück. 1924 wurden die Hammer Vizewestfalenmeister hinter den Bielefeldern. Nach mehreren dritten Plätzen gelangte die Westfalenmeisterschaft erst in der Saison 1931/32 wieder in greifbare Nähe. Mit acht Punkten Vorsprung auf den SC Unna 08 sicherten sich die Hammer die Meisterschaft in der Ostgruppe der Ostgruppe der Bezirksliga Westfalen.
In den Endspielen um die Westfalenmeisterschaft traf die Spielvereinigung auf die SpVgg Herten, die das Hinspiel in Hamm mit 8:0 gewannen. Das Rückspiel in Herten wurde beim Stand von 2:0 für Hamm aus unbekannten Gründen abgebrochen. Das Wiederholungsspiel gewannen die Hertener mit 5:1. Ein Jahr später verpasste die Mannschaft als Tabellenvierter die Qualifikation für die neu geschaffene Gauliga Westfalen. Nun spielten die Hammer in der zweitklassigen Bezirksklasse weiter und gerieten auf regionaler Ebene von Lokalrivalen wie dem SV Bockum-Hövel oder später dem VfL Altenbögge. Im Jahre 1936 stiegen die Hammer in die Drittklassigkeit ab und wären ein Jahr später beinahe in die vierte Liga durchgereicht worden.

### Nachkriegsjahre (1945 bis 1966)
| Saison  | Liga                  | Level | Platz | Tore  | Punkte |
| ------- | --------------------- | ----- | ----- | ----- | ------ |
| 1945/46 | Kreisliga Unna/Hamm   | II    | 6.    | 23:37 | 8:20   |
| 1946/47 | Bezirksklasse, Gr. 6c | II    | 6.    | 44:37 | 24:18  |
| 1947/48 | Bezirksklasse, Gr. 6b | III   | 8.    | 28:36 | 12:24  |
| 1948/49 | Bezirksklasse, Gr. 6b | III   | 9.    | 32:50 | 21:25  |
| 1949/50 | Bezirksklasse, Gr. 6b | IV    | 2.    | 67:40 | 45:15  |
| 1950/51 | 2. Landesliga, Gr. 2  | IV    | 4.    | 59:40 | 29:23  |
| 1951/52 | 2. Landesliga, Gr. 2  | IV    | 9.    | 51:60 | 26:30  |
| 1952/53 | Landesliga, Gr. 5     | III   | 14.   | 32:84 | 14:42  |
| 1953/54 | Bezirksklasse, Gr. 4  | IV    | 3.    | 77:53 | 32:20  |
| 1954/55 | Bezirksklasse, Gr. 7  | IV    | 1.    | 91:33 | 46:10  |
| 1955/56 | Landesliga, Gr. 5     | III   | 10.   | 59:71 | 25:31  |
| 1956/57 | Landesliga, Gr. 5     | IV    | 1.    | 98:40 | 47:9   |
| 1957/58 | Verbandsliga, Gr. 1   | III   | 13.   | 48:54 | 25:35  |
| 1958/59 | Verbandsliga, Gr. 1   | III   | 4.    | 65:53 | 37:23  |
| 1959/60 | Verbandsliga, Gr. 1   | III   | 13.   | 49:51 | 26:34  |
| 1960/61 | Verbandsliga, Gr. 1   | III   | 13.   | 29:49 | 23:33  |
| 1961/62 | Verbandsliga, Gr. 1   | III   | 7.    | 41:46 | 27:29  |
| 1962/63 | Verbandsliga, Gr. 1   | III   | 3.    | 58:43 | 34:22  |
| 1963/64 | Verbandsliga, Gr. 1   | III   | 9.    | 52:41 | 31:33  |
| 1964/65 | Verbandsliga, Gr. 1   | III   | 6.    | 44:46 | 32:28  |
| 1965/66 | Verbandsliga, Gr. 1   | III   | 1.    | 61:28 | 45:11  |

Im Jahre 1945 fusionierte die Hammer SpVg mit dem SC Rote Erde Hamm zum TuS Rote Erde Hamm. Die Fusion wurde jedoch noch im gleichen Jahr wieder rückgängig gemacht. Der HSV spielte zunächst in der Bezirksklasse. Zu Beginn kam die Mannschaft nicht über Mittelmaß hinaus, ehe sie 1950 als Vizemeister hinter Borussia Lippstadt in die neu geschaffene 2. Landesliga aufstieg, wo ihr in der Aufstiegssaison ein 10:1-Sieg über TuRa Elsen aus Paderborn gelang. Zwei Jahre später wurde diese Spielklasse aufgelöst und die Spielvereinigung wurde in die Landesliga, seinerzeit die höchste Amateurliga Westfalens, aufgenommen. 1953 folgte der Abstieg in die Bezirksklasse. Zwei Jahre später gelang der Wiederaufstieg in die Landesliga, als die Hammer mit drei Punkten Vorsprung auf den Lokalrivalen VfR Heessen Bezirksklassenmeister wurden. Die 1956 neu geschaffene Verbandsliga wurde als Tabellenzehnter jedoch verpasst.
Der Aufstieg ins neue westfälische Oberhaus gelang 1957 mit acht Punkten Vorsprung auf die SG Massen. Während der Saison konnte die Mannschaft SuS Kaiserau mit 9:2 schlagen. Abgesehen vom vierten Platz in der Saison 1958/59 kämpfte der HSV gegen den Abstieg. Im Jahre 1961 gelang der Klassenerhalt erst im Nachsitzen. Punktgleich beendeten die Hammer die Saison, in der die Mannschaft zu Hause gegen Germania Datteln mit 1:8 verlor, mit dem TBV Lemgo und dem FC TuRa Bergkamen. Nach einem 1:1 gegen Bergkamen sicherte der 4:0-Sieg über Lemgo den Hammern den Klassenerhalt. In den folgenden Jahren wurden die „Rotblusen“ immer erfolgreicher, während die Lokalrivalen in Folge der Bergbaukrise nach und nach aus der Verbandsliga abrutschten. Unter dem neuen Trainer Arthur Gruber konnten die Hammer in der Saison 1965/66 die Meisterschaft in der Gruppe 1 mit einem Punkt Vorsprung auf die SpVgg Erkenschwick feiern. Da der Meister der Gruppe 2 SSV Hagen auf das Endspiel verzichtete, wurden die Hammer kampflos Westfalenmeister.
Es folgte die Aufstiegsrunde zur Regionalliga West, wo die Hammer auf Hagen, den Bonner SC und den VfR Neuss trafen. Hamm und Hagen beendeten die Runde mit jeweils 6:6 Punkten, nachdem die Hammer am letzten Spieltag mit 7:1 gegen Bonn gewannen und Hagen gleichzeitig in Neuss nicht über ein 1:1 hinauskam. Es wurde ein Entscheidungsspiel im neutralen Herten angesetzt, bei dem die Hammer von rund 2500 Fans begleitet wurden. Das Spiel endete mit 2:2 nach Verlängerung. Die Entscheidung fiel zu Gunsten der Hammer nach einem Münzwurf. Eine Woche später schafften die westdeutschen Regionalligisten Fortuna Düsseldorf und Rot-Weiss Essen den Aufstieg in die Bundesliga, wodurch die Aufstiegsrunde zur Regionalliga wertlos wurde und alle vier Vereine aufstiegen.

### Zwischen Regional- und Landesliga (1966 bis 1980)
| Saison  | Liga                | Level | Platz | Tore  | Punkte |
| ------- | ------------------- | ----- | ----- | ----- | ------ |
| 1966/67 | Regionalliga West   | II    | 16.   | 45:76 | 23:45  |
| 1967/68 | Verbandsliga, Gr. 1 | III   | 2.    | 59:23 | 42:18  |
| 1968/69 | Verbandsliga, Gr. 1 | III   | 3.    | 50:21 | 40:20  |
| 1969/70 | Verbandsliga, Gr. 1 | III   | 3.    | 53:27 | 42:18  |
| 1970/71 | Verbandsliga, Gr. 1 | III   | 2.    | 71:34 | 43:17  |
| 1971/72 | Verbandsliga, Gr. 1 | III   | 7.    | 51:44 | 32:28  |
| 1972/73 | Verbandsliga, Gr. 1 | III   | 11.   | 52:52 | 26:34  |
| 1973/74 | Verbandsliga, Gr. 1 | III   | 13.   | 43:45 | 30:30  |
| 1974/75 | Verbandsliga, Gr. 1 | III   | 5.    | 51:42 | 35:33  |
| 1975/76 | Verbandsliga, Gr. 1 | III   | 4.    | 66:44 | 39:29  |
| 1976/77 | Verbandsliga, Gr. 1 | III   | 16.   | 34:45 | 29:39  |
| 1977/78 | Verbandsliga, Gr. 1 | III   | 18.   | 31:64 | 19:49  |
| 1978/79 | Landesliga, Gr. 5   | V     | 1.    | 74:22 | 49:11  |
| 1979/80 | Verbandsliga, Gr. 1 | IV    | 1.    | 61:32 | 42:18  |

Durch den erst spät feststehenden Aufstieg konnten sich die Hammer nicht mehr ausreichend für die Regionalliga verstärken. Lediglich von den Nachbarvereinen FC TuRa Bergkamen (Torhüter Horst Stefank) und Herringer SV (Klaus Herfurth und Anton Gorlas) kamen Spieler neu hinzu. Beide Leistungsträger fielen gegen Ende der Saison verletzungsbedingt aus, was letztlich den Abstieg begünstigte. Der Verein kämpfte von Beginn an gegen den Abstieg. Bemerkenswert war die Begeisterung in der Stadt, was der Hammer SpVg regelmäßig hohe Zuschauerzahlen bescherte, von denen die meisten anderen Mannschaften der Liga nur träumen konnten. Überliefert ist, dass WDR-Sportchef Kurt Brumme noch Jahre später sich darüber beklagte, dass er beim Ligaspiel gegen Alemannia Aachen im Hammer Mahlbergstadion, das mit 12.000 Zuschauern überfüllt war, seine Radio-Reportage – auf einer leeren Coca Cola-Kiste stehend – in den Äther geben musste. Beim 2:1-Heimsieg gegen Arminia Bielefeld wurde mit 18.000 Zuschauern im Jahnstadion der bis heute gültige Vereinsrekord aufgestellt. Am Saisonende reichte der drittletzte Platz nicht für den Klassenerhalt, da Fortuna Düsseldorf und Rot-Weiss Essen wieder aus der Bundesliga abstiegen und nur Alemannia Aachen den Aufstieg schaffte. Letztlich war die schwache Auswärtsbilanz mit lediglich zwei Siegen beim Bonner SC und Eintracht Duisburg ausschlaggebend für den drittletzten Tabellenplatz. Zurück in der Verbandsliga reichte es 1968 zur Vizemeisterschaft hinter der SpVgg Erkenschwick. Damit waren die Hammer nach einem Ausscheidungsspiel gegen den VfL Schwerte (damals mit Wolfgang Kleff im Tor) für die Deutsche Amateurmeisterschaft qualifiziert.
Dort setzten sich die „Rotblusen“ zunächst gegen den FC Rastatt 04 und den VfB Kiel durch und trafen im Halbfinale auf den FC Wacker München. Die Münchener „Blausterne“ gewannen das Hinspiel in Hamm mit 3:0, während die Hammer das Rückspiel in München mit 3:2 gewannen, was jedoch nicht für den Finaleinzug reichte. Die Hammer blieben eine Spitzenmannschaft der Verbandsliga und verpassten 1971 die Meisterschaft in ihrer Gruppe nur knapp. Punktgleich beendeten die Mannschaft die Saison mit dem SVA Gütersloh. Das Entscheidungsspiel in der Beckumer Römerkampfbahn endete 2:2 nach Verlängerung. Im Wiederholungsspiel an gleicher Stelle setzten sich die Gütersloher mit 2:3 durch. Das anschließende Qualifikationsspiel zur Deutschen Amateurmeisterschaft wurde mit 3:4 gegen die Sportfreunde Siegen verloren. Anschließend brach die Mannschaft auseinander und der mit 300.000 Mark verschuldete Verein rutschte ins Mittelfeld hinab.
Vor der Saison 1975/76 sorgte der Verein durch die Verpflichtung mehrerer polnischer Spieler für Schlagzeilen und übergab dem in den Bundesliga-Skandal verwickelten Egon Piechaczek das Traineramt. Piechaczek ließ dabei seine Verbindungen zum Polizeisportverein Wisła Krakau spielen. Finanziert wurde das Projekt durch den Fischhändler Otto Bühl. Es reichte nur zu Platz vier und die Mannschaft zerbrach erneut. Finanzielle Schwierigkeiten ließen die Spielvereinigung in den folgenden Jahren in den Tabellenkeller abrutschen. 1977 sicherten sich die Hammer erst nach zwei Entscheidungsspielen gegen den TSV Bigge-Olsberg den Klassenerhalt, ehe die Hammer ein Jahr später als Tabellenletzter in die Landesliga absteigen. Nach dem direkten Wiederaufstieg gelang den „Rotblusen“ mit fünf Punkten Vorsprung auf den SC Recklinghausen die Verbandsligameisterschaft und den direkten Durchmarsch in die Oberliga Westfalen.

### Erste Oberligaära (1980 bis 1990)
| Saison  | Liga               | Level | Platz | Tore  | Punkte |
| ------- | ------------------ | ----- | ----- | ----- | ------ |
| 1980/81 | Oberliga Westfalen | III   | 8.    | 66:54 | 37:31  |
| 1981/82 | Oberliga Westfalen | III   | 10.   | 65:54 | 44:36  |
| 1982/83 | Oberliga Westfalen | III   | 14.   | 42:57 | 31:37  |
| 1983/84 | Oberliga Westfalen | III   | 14.   | 46:61 | 28:40  |
| 1984/85 | Oberliga Westfalen | III   | 6.    | 52:45 | 35:33  |
| 1985/86 | Oberliga Westfalen | III   | 13.   | 51:56 | 29:35  |
| 1986/87 | Oberliga Westfalen | III   | 12.   | 50:57 | 26:34  |
| 1987/88 | Oberliga Westfalen | III   | 9.    | 34:43 | 27:33  |
| 1988/89 | Oberliga Westfalen | III   | 13.   | 40:58 | 26:34  |
| 1989/90 | Oberliga Westfalen | III   | 14.   | 33:46 | 26:34  |

In der Oberliga konnten sich die Hammer im Mittelfeld der Liga etablieren und erreichten in den ersten beiden Spielzeiten nach dem Aufstieg Zuschauerschnitte von über 2000. In der Saison 1980/81 nahm die Spielvereinigung erstmals am DFB-Pokal teil und setzte sich in der ersten Runde durch einen 3:2-Sieg im Wiederholungsspiel gegen Concordia Hamburg durch. In der zweiten Runde kam das Aus nach einer 0:4-Niederlage beim KSV Hessen Kassel. 1981 stieg mit Eintracht Heessen ein weiterer Verein aus Hamm in die Oberliga auf, der schnell die lokale Führungsrolle übernahm und 1983 und 1985 Westfalenmeister wurde. Beide Male verpassten die Heessener jedoch den Aufstieg in die 2. Bundesliga.
Für die Spielvereinigung brachen schwere, vom Abstiegskampf geprägte Zeiten an. Dafür erarbeitete sich der Club den Ruf, seriös zu arbeiten und finanziell schwarze Zahlen zu schreiben. Kritiker warfen der Vereinsführung jedoch Naivität und zu wenig Risikobereitschaft vor. In der Saison 1982/83 konnte sich der HSV erneut für den DFB-Pokal qualifizieren und gewann sein Erstrundenspiel beim SVO Germaringen mit 2:1. In der zweiten Runde traf die Mannschaft auf den Bundesligisten VfL Bochum und kam zu einem 1:1 nach Verlängerung. Beim Wiederholungsspiel setzten sich die Bochumer deutlich mit 6:1 durch.
Mit dem Abstieg der Eintracht in Folge des Zusammenbruchs der Hammer Bank im Jahre 1987 übernahmen die „Rotblusen“ wieder die lokale Führungsrolle. Die kuriose Saison 1989/90 brachte den Abstieg für die Hammer. Fünf Mannschaften beendeten die Saison mit 26:34 Punkten. Während sich die SpVgg Erkenschwick, der SC Hassel und der VfB Rheine aufgrund der besseren Tordifferenz vor dem Abstieg retten konnte die Spielvereinigung wegen ihrer besseren Tordifferenz den FC Gütersloh hinter sich lassen. Nun mussten die Hammer eine Relegation mit den Vizemeistern der Verbandsliga austragen. Bei den Amateuren der SG Wattenscheid 09 verlor die Mannschaft mit 0:1 und trennte sich dann vom 1. FC Recklinghausen mit 3:3. Dabei führten die Hammer zur Halbzeit noch mit 3:0.

### Fahrstuhljahre (1990 bis 2008)
| Saison    | Liga                | Level | Platz | Tore  | Punkte |
| --------- | ------------------- | ----- | ----- | ----- | ------ |
| 1990/91   | Verbandsliga, Gr. 1 | IV    | 3.    | 63:37 | 39:21  |
| 1991/92   | Verbandsliga, Gr. 1 | IV    | 9.    | 36:38 | 30:30  |
| 1992/93   | Verbandsliga, Gr. 1 | IV    | 2.    | 64:33 | 42:18  |
| 1993/94   | Verbandsliga, Gr. 1 | IV    | 2.    | 61:32 | 45:19  |
| 1994/95   | Oberliga Westfalen  | IV    | 11.   | 42:51 | 24:32  |
| 1995/96   | Oberliga Westfalen  | IV    | 6.    | 60:47 | 47     |
| 1996/97   | Oberliga Westfalen  | IV    | 9.    | 43:56 | 37     |
| 1997/98   | Oberliga Westfalen  | IV    | 10.   | 38:62 | 33     |
| 1998/99   | Oberliga Westfalen  | IV    | 16.   | 19:82 | 14     |
| 1999/2000 | Verbandsliga, Gr. 1 | V     | 12.   | 39:64 | 30     |
| 2000/01   | Verbandsliga, Gr. 1 | V     | 5.    | 53:44 | 46     |
| 2001/02   | Verbandsliga, Gr. 1 | V     | 8.    | 41:50 | 34     |
| 2002/03   | Verbandsliga, Gr. 1 | V     | 12.   | 36:53 | 27     |
| 2003/04   | Verbandsliga, Gr. 1 | V     | 8.    | 42:54 | 43     |
| 2004/05   | Verbandsliga, Gr. 1 | V     | 8.    | 53:46 | 43     |
| 2005/06   | Verbandsliga, Gr. 1 | V     | 1.    | 75:31 | 66     |
| 2006/07   | Oberliga Westfalen  | IV    | 14.   | 38:58 | 34     |
| 2007/08   | Oberliga Westfalen  | IV    | 8.    | 43:44 | 49     |

Drei Jahre später verpasste die Mannschaft den Wiederaufstieg, als die Hammer die Verbandsligasaison punktgleich mit der TSG Dülmen beendeten. Vor knapp 5000 Zuschauern im neutralen Waltrop setzten sich die Dülmener mit 4:2 nach Verlängerung durch. Ein Jahr später reichte die Vizemeisterschaft hinter dem VfB Hüls zum Wiederaufstieg in die Oberliga, da es bedingt durch die Wiedereinführung der Regionalliga in der Oberliga Westfalen zu einem erhöhten Aufstieg kam.
In der nur noch viertklassigen Oberliga kassierten die Hammer in der Aufstiegssaison 1994/95 eine 0:8-Niederlage bei der SpVg Beckum. Ein Jahr später wurde die Spielvereinigung Sechster. In den folgenden Jahren ging es sportlich wieder bergab und die Hammer rutschten ins Mittelfeld der Tabelle zurück. Im Jahre 1999 musste die Mannschaft als abgeschlagener Tabellenletzter wieder in die Verbandsliga absteigen. Tiefpunkt der Saison war eine 0:10-Niederlage bei den Amateuren des VfL Bochum.
Nur mit großer Mühe konnte in der Verbandsligasaison 1999/2000 ein weiterer Abstieg vermieden werden. Es folgten mehrere Jahre zwischen Mittelfeld und Abstiegskampf in der Verbandsliga. Erst im Jahre 2006 gelang der Spielvereinigung die Rückkehr in die Oberliga. Die von Wolfgang Sandhowe trainierte Mannschaft wurde mit 19 Punkten Vorsprung auf den Lokalrivalen Westfalia Rhynern Meister. Trotz einer 0:1-Heimniederlage gegen den VfB Hüls am letzten Spieltag der Saison 2006/07 konnte der Klassenerhalt gefeiert werden.
In der folgenden Saison 2007/08 übernahm Thomas Stratos das Traineramt und die Mannschaft erreichte Rang acht. Damit schafften die Hammer die Qualifikation für die neu geschaffene NRW-Liga, die ab 2008 die Oberligen Westfalen und Nordrhein ersetzte. Trainer Stratos verließ aus persönlichen Gründen den Verein und wechselte zum SC Wiedenbrück 2000. Neuer Trainer der Spielvereinigung wurde René Hecker.

### Gegenwart (seit 2008)
| Saison  | Liga               | Level | Platz | Tore              | Punkte            |
| ------- | ------------------ | ----- | ----- | ----------------- | ----------------- |
| 2008/09 | NRW-Liga           | V     | 16.   | 49:69             | 37                |
| 2009/10 | NRW-Liga           | V     | 17.   | 35:52             | 37                |
| 2010/11 | Westfalenliga 1    | VI    | 05.   | 50:33             | 53                |
| 2011/12 | Westfalenliga 1    | VI    | 02.   | 77:30             | 76                |
| 2012/13 | Oberliga Westfalen | V     | 12.   | 46:51             | 39                |
| 2013/14 | Oberliga Westfalen | V     | 13.   | 56:65             | 42                |
| 2014/15 | Oberliga Westfalen | V     | 11.   | 44:61             | 43                |
| 2015/16 | Oberliga Westfalen | V     | 14.   | 50:65             | 41                |
| 2016/17 | Oberliga Westfalen | V     | 03.   | 56:40             | 62                |
| 2017/18 | Oberliga Westfalen | V     | 04.   | 64:31             | 55                |
| 2018/19 | Oberliga Westfalen | V     | 16.   | 46:60             | 39                |
| 2019/20 | Oberliga Westfalen | V     | 18.   | 15:54             | 5                 |
| 2020/21 | Oberliga Westfalen | V     | –     | Saison annulliert | Saison annulliert |
| 2021/22 | Oberliga Westfalen | V     | 18.   | 45:58             | 34                |
| 2022/23 | Westfalenliga 1    | VI    | 09.   | 41:54             | 35                |
| 2023/24 | Westfalenliga 1    | VI    | 16.   | 28:47             | 24                |
| 2024/25 | Landesliga 4       | VII   | 10.   | 50:44             | 43                |

Als Tabellensechzehnter der Saison 2008/09 waren die Hammer unter Trainer Hans-Werner Moors zunächst sportlich abgestiegen. Da der SV Schermbeck zunächst keine Zulassung für die nächste Spielzeit erhielt, durfte sich die HSV Hoffnungen auf den Ligaverbleib machen. Erst Anfang Juli 2009 wurde entschieden, dass sowohl Schermbeck als auch die Hammer Spielvereinigung in der NRW-Liga bleiben. Ein Jahr später stiegen die „Rotblusen“ als Drittletzter sportlich ab. Nach einem fünften Platz in der Saison 2010/11 übernahm Lars Müller das Traineramt. Unter Müller wurden die Hammer ein Jahr später Vizemeister hinter dem SV Lippstadt 08 und stiegen in die wieder eingeführte Oberliga Westfalen auf.
Am 13. November 2012 trennte sich der Verein von Trainer Müller. Sein Nachfolger wurde Sven Heinze, der die Mannschaft auf den zwölften Platz und damit zum Klassenerhalt führte. Zur Saison 2013/14 übernahm Goran Barjaktarevic den Trainerposten. Nachdem Barjaktarevic Ende Februar 2015 entlassen worden war, verpflichtete der Verein als Nachfolger bis zum Saisonende Oliver Gottwald. Im November 2015 sorgten die Hammer durch die Verpflichtung des ehemaligen Nationalspielers David Odonkor als neuen Sportdirektor bundesweit für Schlagzeilen. In der Saison 2016/17 überwinterte die Spielvereinigung auf einem Aufstiegsplatz, wurde aber nur Dritter. Ein Jahr später wurde die Mannschaft Vierter, bevor die Hammer in der Saison 2018/19 erst durch einen 3:0-Sieg am letzten Spieltag beim FC Gütersloh den Klassenerhalt schafften. Wegen einer fehlenden Spielberechtigung wurden der Mannschaft drei Punkte abgezogen.
Die Saison 2019/20 wurde wegen der COVID-19-Pandemie abgebrochen. Die Hammer Mannschaft war beim Abbruch abgeschlagener Tabellenletzter, verblieb aber in der Oberliga, da der Abstieg kurzerhand ausgesetzt wurde. Wegen der andauernden Pandemie wurde die folgende Saison 2020/21 zunächst abgebrochen und später annulliert, so dass der Abstieg erneut ausgesetzt wurde. In der Saison 2021/22 stiegen die Hammer schließlich in die Westfalenliga ab, bevor es zwei Jahre später in die Landesliga herab ging.

## Erfolge
- Westfalenmeister: 1920 (als Hammer SV 04), 1966
- Meister der Verbandsliga Westfalen: 1966, 1980, 1993, 2006
- Teilnahme an der Regionalliga-West (2. Liga): 1966/67
- Teilnahme am DFB-Pokal: 1980/81 und 1982/83
- D-Jugend-Westfalenmeister: 1989[14]

## Persönlichkeiten

### Spieler
- Matthias Baranowski
- Rachid Belarbi
- Cyrille Florent Bella
- Michael Bemben
- Niklas Beste
- Markus Bollmann
- Ferhat Cerci
- Alan Clarke
- Semih Dağlar
- Baldo Di Gregorio
- Frank Fahrenhorst
- Johannes Focher
- Dalibor Gatarić
- Oliver Glöden
- Tim Gorschlüter
- Uwe Grauer
- Marco Gruszka
- Mike Hanke
- Fabian Holthaus
- Horst Hrubesch
- Hermann Hummels
- Issa Issa
- Almugera Kabar
- Josef Kaczor
- Mehmet Kara
- Volker Klein
- Bertul Kocabaş
- Dirk Konerding
- Osman Köse
- Hans-Jürgen Kurrat
- Michael Melka
- Rouven Meschede
- Lars Müller
- Willi Mumme
- Volker Nenne
- Kevin Nennhuber
- Hubert Neu
- Michael Oenning
- Marvin Pourie
- Wolfgang Sandhowe
- Tobias Schäper
- Pascal Schmidt
- Marc Schnier

### Trainer
- Goran Barjaktarevic
- Ferhat Cerci
- Lars Müller
- Hans-Werner Moors
- Egon Piechaczek
- Alfred Preißler
- Wolfgang Sandhowe
- Oswald Semlits
- Thomas Stratos

### Funktionäre
- Chiquinho
- Joachim Krug
- David Odonkor

## Stadion

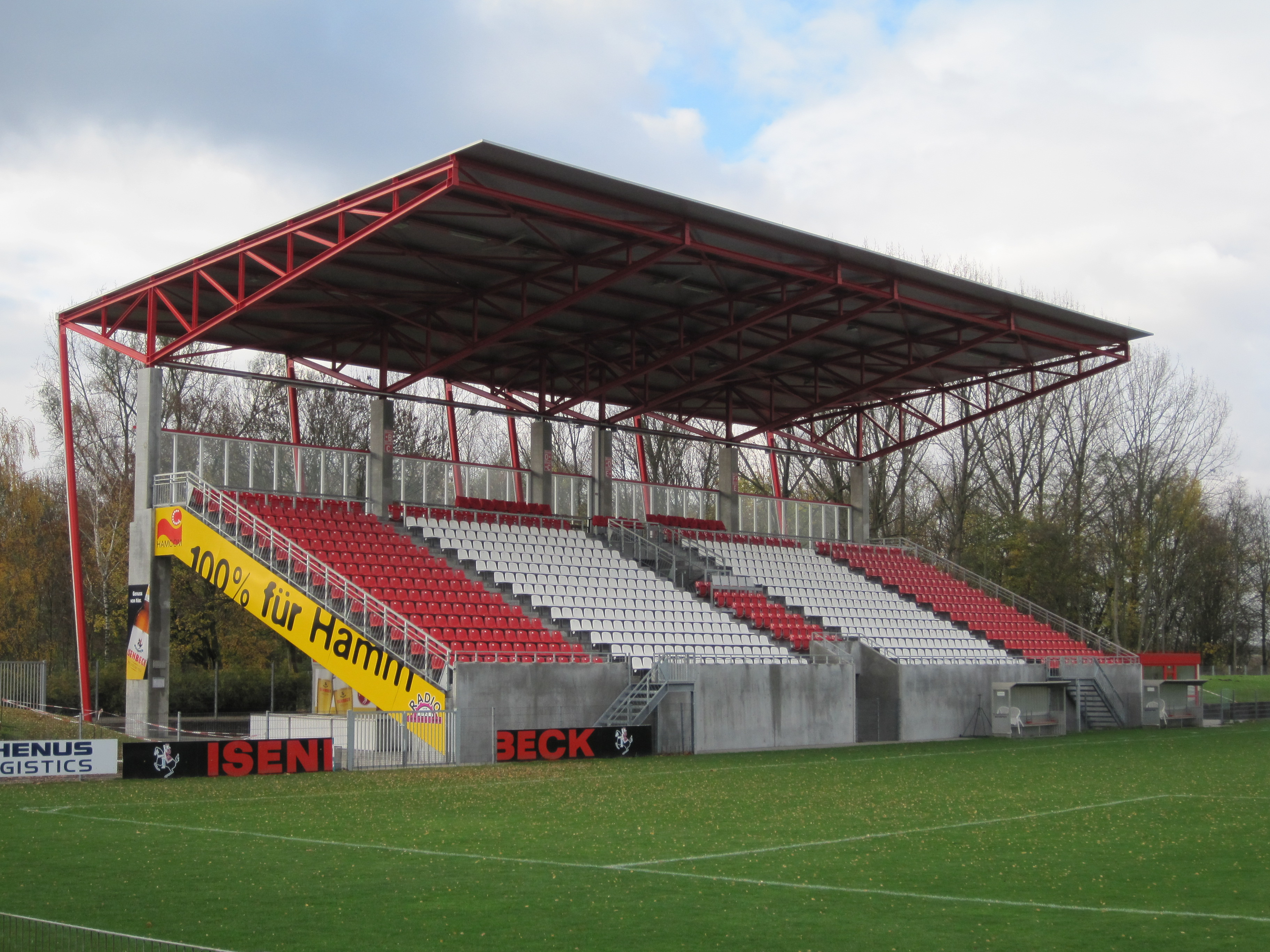
Haupttribüne Evora-Arena Hamm ca. 1000 Sitzplätze. 1. Bauabschnitt 2010

Das Zentrum der Sportanlagen der Hammer SpVg ist die 24nexx Arena, in welchem die erste Mannschaft ihre Heimspiele austrägt. Das im Osten des Stadtbezirks Hamm-Mitte liegende Stadion hat offiziell eine Kapazität von 8500 Zuschauern. Das Stadion wurde im Jahre 1965 eröffnet und hieß bis zum 17. Februar 2008 Mahlbergstadion. Namensgeber war mit Hans-Otto Mahlberg der ehemalige Vereinsvorsitzende. Danach hieß das Stadion EVORA Arena und seit Juli 2018 24nexx Arena.
Ein Stadionausbau war seit 2006 in der Diskussion. Derzeit liegt eine erste Planung für ein Stadion (11.251 Zuschauer) vor. Der Entwurf entspricht den DFB-Richtlinien für die neue dritte Liga und ist vom DFB abgesegnet. Die Kosten für die erste Ausbaustufe in Höhe von etwa 1,3 Mio. Euro wurden durch eine Förderung seitens der Stadt, durch Sponsoren und vom Verein aufgebracht. Nach den Statuten der NRW-Liga wurde der Gästebereich umzäunt und verfügt über einen separaten Eingang. Nach erfolgter Bewilligung des nötigen Kredits und Zusage der 50 Prozent Förderung durch die Stadt Hamm fand der Baubeginn für eine erste Teiltribüne der neuen Evora Arena im Winter 2009/10 statt. Die 40 Meter lange Westtribüne bietet in 14 Sitzreihen 932 Zuschauern Platz, eine 15. Reihe, die erweiterbar ist, hat zusätzlich 20 komfortable Sitzplätze. In den Tribünenbauch wurden auf der Nordseite außerdem neue Sanitäranlagen installiert. Auf der Südseite befindet sich nun ein Fanshop, in unmittelbarer Nähe der Bewirtungsbereich. Der Eigenanteil des Vereins betrug ca. 600.000 Euro, das gesamte Investitionsvolumen betrug ca. 1,2 Millionen Euro.
Seit dem 23. April 2023 trägt das Stadion in Hamm den Namen Betten-Kutz-Stadion.

## Leichtathletik
Helmut Wilshaus wurde im Jahre 1947 deutscher Meister im Speerwurf. Ein Jahr später wurde Günther Pesch deutscher Vizemeister im 100-Meter-Lauf. Die 4-mal-100-Meter-Staffel der Hammer SpVg wurde 1949 deutscher Vizemeister. Die 4-mal-400-Meter-Staffel wurde in den Jahren 1967 und 1968 jeweils deutscher Vizemeister.